# الدوري الإسباني الدرجة الثانية 1960–61
دوري الدرجة الثانية الإسباني 1960–61 (بالإسبانية: Segunda División de España 1960-61)‏ هو موسم من دوري الدرجة الثانية الإسباني. فاز فيه أوساسونا.